# Shoot ’em up

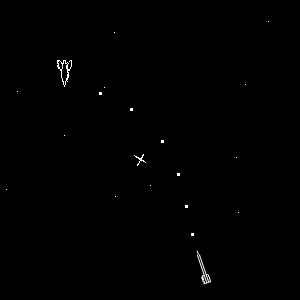
Spacewar! (1962), eines der ersten Computerspiele

Shoot ’em up (dt. wörtlich „Zerschieß sie“ – im Englischen auch kurz Shmup) bezeichnet ein Computerspielgenre. Im weiteren Sinne bezeichnet Shoot ’em up jedes Spiel, in dem die vom Spieler gesteuerte Spielfigur eine große Zahl gegnerischer Einheiten mit einer virtuellen Schusswaffe zerstören soll (umgangssprachlich auch „Ballerspiel“ genannt). Im engeren Sinne bezeichnet Shoot ’em up ein „Ballerspiel“ mit eingeschränkter Bewegungsfreiheit.

## Definition

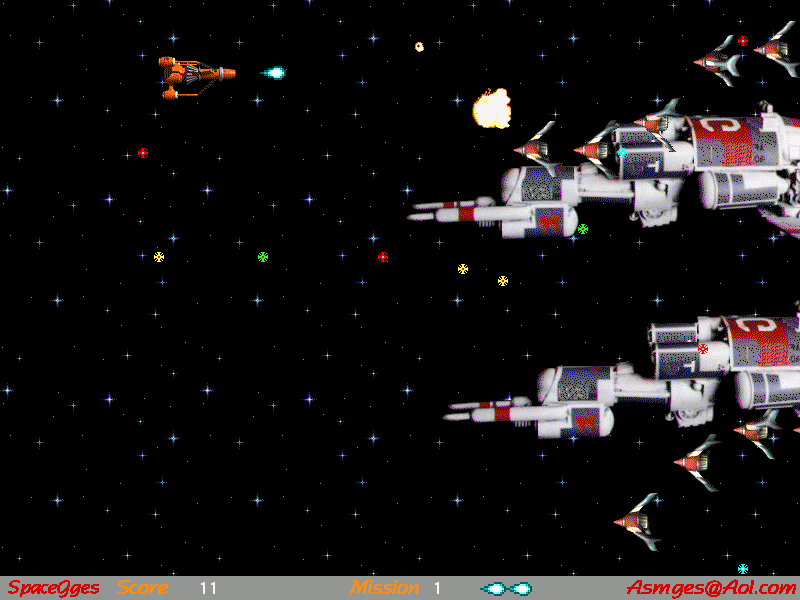
Spielszene eines horizontal scrollenden Shoot 'em up

Historisch bezeichnet der Begriff jede Art von visualisierenden Medien, die Schießereien und Blutvergießen als zentrales Element beinhalten. Merriam-Webster führt die Einführung des Begriffs auf das Jahr 1947 zurück. Die erstmalige Verwendung des Begriffs im ludowissenschaftlichen Sinne ist umstritten, kann aber auf die Mitte der 1980er-Jahre eingegrenzt werden; der Gamasutra-Redakteur Luke McMillan führt ihn in seiner Dissertation auf den TED-Leiter Chris Anderson zurück, der ihn im Juli 1985 als damaliger Chefredakteur des Zzap!64-Magazins geprägt haben soll. Der britische Medienwissenschaftler James Newman sieht neben jener Zzap!64-Ausgabe das Spielemagazin Crash als möglichen Urheber.
Bei einem typischen Shoot ’em up steuert der Spieler ein bewaffnetes Raumschiff oder Flugzeug und muss sich durch verschiedene Levels kämpfen, indem er in deutlicher Überzahl angreifende Raumschiffe und ähnliche Gegner zerstört. Dazu steht in nahezu allen Genrevertretern eine Bordkanone mit unbegrenzter Munition zur Verfügung. Darüber hinaus lassen sich häufig zusätzliche Waffen einsammeln, manchmal auch Bomben, die mit einem Schlag alle Gegner auf dem Bildschirm vernichten.
Den meisten Spielen ist ebenfalls gemein, dass es nicht nur um das Meistern möglichst vieler Levels, sondern auch darum geht, durch das Abschießen möglichst vieler Gegner eine hohe Punktzahl zu erzielen, um sich zur Belohnung in eine Highscore-Tabelle eintragen zu können.

### Abgrenzung zwischen „Shoot ’em up“ und „First-person shooter“
Ab den 1990er-Jahren bezeichnet im Computerspieler-Jargon Shoot ’em up im engeren Sinne eine vom Ego-Shooter (engl.: first-person shooter) abweichende Spielkategorie, bei der der Spieler keine totale Bewegungsfreiheit besitzt und die Spielmechanik sich weitgehend auf das Schießen mit unbegrenzter Munition beschränkt. Der Spieler bewegt sich meist in einer bestimmten Richtung vorwärts und kann sich lediglich in begrenztem Maße zur Seite, manchmal auch nach vorne oder hinten bewegen, um gegnerischem Beschuss auszuweichen oder Kollisionen zu vermeiden. Shoot ’em ups erlauben also üblicherweise nur eine Bewegung in zwei Dimensionen und zeigen das Geschehen meist in Seitenansicht oder Draufsicht (engl.: Top Down). Ein First-person shooter hingegen wird immer aus der Egoperspektive gespielt (erste Person, engl.: first person) und bietet eine dreidimensionale Spielwelt, die frei begehbar ist. Die sich daraus ergebende Spielmechanik ist komplexer und vielfältiger als bei einem Shoot ’em up. Deshalb werden auch Spiele wie The House of the Dead eher zum Genre Shoot ’em up gezählt: Obgleich sie in Egoperspektive dargestellt werden, fehlt ihnen das für Egoshooter wesentliche Element der freien räumlichen Interaktion.
Da bei scrollenden Shoot ’em ups die Richtung der Bewegung meist vorgegeben ist, spricht man auch von Horizontal- oder Vertikalscrollern, bzw. horizontalen oder vertikalen Shoot ’em ups. Manche Vertreter der Kategorie machen eine Einteilung aber nicht leicht, da sie während des Spieles oder sogar mitten im Level ihre Scrollrichtung ändern können.

### Typische Spielelemente und ihre Variationen

#### Scrolling
Der Begriff des Scrolling bezeichnet im Zusammenhang mit Shoot ’em ups das Vorbeiziehen des Levelhintergrundes. Grundsätzlich wird im Genre zwischen horizontalem, vertikalem und multidirektionalem Scrolling unterschieden. In den ersten beiden Arten ist das Scrolling in der Regel vorgegeben, während in der letztgenannten Art der Spieler die Bewegung seiner Spielfigur zumeist frei wählen kann.
Üblicherweise scrollen horizontal ausgerichtete Spiele von rechts nach links und vertikal ausgerichtete Spiele von oben nach unten. Ein Verstoß gegen diese Ordnung wird ab und an als ironisches Element genutzt, beispielsweise in einigen Endgegner-Kämpfen in Darius II oder beim Einsammeln eines bestimmten Objektes in Xenon 2 Megablast.

#### Leveldesign
Ein typischer Level in einem Shoot ’em up besteht aus einem vorgegebenen, vorbeiscrollenden Hintergrund und einer vorgegebenen Anzahl an unterschiedlichen Formationen von Gegnern. In einigen Spielen umfassen die Level zusätzlich feste Begrenzungen bzw. Oberflächen (Wände, Berge, Asteroiden etc.), die einerseits Schüsse abhalten, mit denen andererseits der Spieler aber auch kollidieren kann. Teilweise werden aus diesem Spielelement regelrecht Labyrinth-Passagen erzeugt. Typisch sind derartige Abschnitte für horizontal scrollende Shoot ’em ups wie die Spiele der Gradius-Reihe, jedoch gibt es auch vertikal scrollende Spiele mit diesem Element, beispielsweise Xenon 2 Megablast.
Am Levelende steht zumeist ein Endgegner, anschließend erfolgt üblicherweise eine Auswertung des vorangegangenen Levels. Dabei werden beispielsweise Statistiken über den Prozentsatz der abgeschossenen Gegner, eingesammelte Sonderobjekte oder die für den Sieg über den Endgegner nötige Zeit aufgeführt und teilweise mit Punktboni belohnt.
Die Abfolge der Level ist normalerweise vorgegeben. Es existieren jedoch Ausnahmen: Beispielsweise wählt der Spieler in Darius nach jedem Level einen von zwei möglichen Folgeleveln, wobei die Levels untereinander in der Form eines Entscheidungsbaums angeordnet sind. In der Thunder-Force-Reihe bestimmt der Spieler selber, in welcher Folge er die Level des Spiels absolviert, während die Reihenfolge in Strikers 1945 zufällig ausgelost wird.

#### Mehrspieler-Modus
Die meisten Shoot ’em ups verfügen über einen Mehrspieler-Modus. Üblich ist dabei, dass beide Spieler gleichzeitig aktiv sind, also kooperativ agieren. Weniger verbreitet und hauptsächlich bei frühen Spielen wie Defender zu finden ist ein Spielmodus, bei dem sich beide Spieler nacheinander an den Leveln des Spiels versuchen. Nach dem Scheitern eines Spielers ist dabei der andere an der Reihe.
Der Koop-Modus ist typischerweise so ausgelegt, dass sich die beiden Spieler gegenseitig nicht treffen können, es also kein Friendly Fire gibt. Eine Ausnahme sind die Spiele der Raiden-Reihe: Hier prallen Schüsse des Mitspielers von den Spieler-Raumschiffen ab und zerstreuen sich in alle Richtungen, wo sie wiederum Gegner treffen können.
Üblich sind Mehrspieler-Modi für zwei Personen. Kaum Verbreitung haben Spiele, die mit bis zu vier Spielern gleichzeitig gespielt werden können.

#### Wahl der Spielfigur
Viele modernere Spiele lassen den Spieler am Beginn des Spieles aus einer Anzahl von möglichen Figuren bzw. Flugobjekten auswählen. Diese unterscheiden sich nicht nur im Aussehen, sondern auch in wichtigen Attributen wie der Geschwindigkeit und Bewaffnung. Beispielsweise stehen in Battle Garegga vier verschiedene Flugzeuge vom leichten und wendigen Jäger bis hin zum schwer bewaffneten Bomber zur Auswahl.

#### Verwundbarkeit der Spielfigur
Typisch ist die leichte Zerstörbarkeit der Spielfigur in einem Shoot ’em up, sodass schon ein Treffer zum Verlust eines „Lebens“, d. h. eines Spielversuchs sowie aller erreichter Upgrades führt. Daraus ergibt sich die Anforderung, allen feindlichen Schüssen auszuweichen. In einigen Spielen wird dieses Prinzip allerdings abgemildert, um dem Spieler mehr Chancen zu lassen. Beispiele hierfür sind optionale Schutzschilde, die eine gewisse Anzahl an Schüssen absorbieren, oder eine „Energieleiste“ für die Spielfigur, die über eine bestimmte Zahl von Trefferpunkten verfügt.
Nach dem Ableben bestehen je nach Spiel zwei verschiedene Möglichkeiten: Der Spieler setzt das Spiel an derselben Stelle mit einem neuen Versuch fort, oder aber er muss den jeweiligen Spielabschnitt komplett von vorne beginnen.
Hat der Spieler all seine „Leben“ verbraucht, ist das Spiel zu Ende und der Spieler kann sich bei entsprechender Leistung in die Highscore-Tabelle eintragen. Dabei wird allerdings die Möglichkeit des Continue angeboten, wodurch der Spieler das Spiel fortsetzen kann. Jedoch wird hierbei in den meisten Fällen die erreichte Punktzahl zurückgesetzt oder man muss sich zumindest mit einer gewissen Menge an Punkten "freikaufen".

#### Upgrades und Power-ups
So genannte Upgrades oder Power-ups ermöglichen dem Gefährt bzw. der Figur des Spielers eine bessere Bewaffnung oder den Zugriff auf besondere Effekte und sind in den Levels zumeist an vorgegebenen Stellen zu finden. Üblicherweise hinterlassen bestimmte Gegner nach einem Treffer bestimmte Upgrades, die dann vom Spieler eingesammelt werden müssen, um aktiviert zu werden. Zu den charakteristischen Merkmalen für jedes Shoot ’em up gehört ein ausgearbeitetes Upgrade-System, Beispiele hierfür sind etwa die Serien R-Type oder Thunder Force. In einigen Spielen, beispielsweise den für den PC veröffentlichten Tyrian und Raptor, sammelt der Spieler in den Levels keine Upgrades ein, sondern Geld, mit dem zwischen den Levels bessere Ausrüstung gekauft werden kann.
Typische Formen von Power-ups und sammelbaren Objekten sind:
- Modifikation der Spielerwaffen: Stufenweise Aufrüstung oder Umstellung des Typs der Primärwaffe; Hinzufügen von Sekundärwaffen, beispielsweise gelenkte oder ungelenkte Raketen (z. B. in Raiden)
- Erhöhung der Bewegungsgeschwindigkeit der Spielfigur (Speed-Up)
- Ausrüstung der Spielfigur mit einem für eine bestimmte Anzahl an Treffern oder eine gewisse Zeitdauer verwendbaren Schutzschild
- Aufstockung des Vorrats an Smartbombs (s. u.)
- Hinzufügen von Begleitfiguren (Options) für den Spieler, die helfend ins Spielgeschehen eingreifen (z. B. in Gradius)
- Zusätzliche Spielversuche für den Spieler (1-up, „Leben“)
- Punkteboni
- Sammelbuchstaben für Punkte- und Lebensboni. Beispielsweise musste der Spieler im Spiel Pulstar (SNK) die Buchstaben des Wortes LUCKY einsammeln, um Bonuspunkte zu erhalten.
- Kurzzeitige Dauerfeuer-Funktion für den Spieler, beispielsweise in 1943: The Battle of Midway. Andernfalls ist der Spieler gezwungen, für schnelles Feuer immer wieder auf den Feuerknopf zu drücken.

#### Waffenauswahl
Im einfachsten Fall steht dem Spieler in einem Shoot ’em up lediglich eine Primärwaffe zur Verfügung, die durch Power-ups linear aufgerüstet wird. Üblicherweise erhöhen derartige Power-ups die Anzahl der in einer Salve abgefeuerten Projektile, möglicherweise auch in einem weiteren Streuwinkel, und/oder verstärken die Wirkung eines Projektils.
Charakteristisch für klassische Shoot ’em ups war es, dass üblicherweise kein Dauerfeuer vorhanden war und pro Druck auf den Feuerknopf nur ein Schuss abgegeben wurde. Für schnelles Feuer musste also der Feuerknopf in ziemlich schneller Kadenz betätigt werden. Neuere Spiele entschärfen diese Situation dahingehend, dass nunmehr jeder Druck auf den Knopf das Abfeuern eines aus mehreren Schüssen bestehenden Feuerstoßes bewirkt. Ein verwandtes Stilmittel in neueren Spielen ist eine Abstufung: Beispielsweise sind in ESP.Ra.De oder DonPachi sowohl einzelne Feuerstöße als auch ein spezieller Feuermodus bei gehaltenem Feuerknopf möglich. Allerdings bremst letzterer die Spielfiguren in diesen Spielen merklich aus und mindert somit das Potenzial, Feindbeschuss auszuweichen.
In einigen Spielen, wie z. B. in R-Type, besteht die Möglichkeit, die Primärwaffe durch ein Halten des Feuerknopfes „aufzuladen“ und einen überaus starken Schuss abzufeuern. In einigen Spielen, beispielsweise in Strikers 1945, ist dieser aufgeladene Schuss auch mit weiteren Besonderheiten verbunden, die vom gewählten Flugobjekt des Spielers abhängen.
Shoot ’em ups, in denen mehrere mögliche Waffen vorhanden sind, grenzen diese Waffen deutlich voneinander ab. So gibt es beispielsweise in Raiden einen „roten“ Schuss, der mit jedem Power-up zusätzliche Projektile und einen weiteren Winkel erreicht, und einen „blauen“ Schuss, der in jeder Stufe lediglich direkt nach vorne feuert, dabei aber mit jeder Aufrüstung umso verheerender wird.
In einigen Spielen sind – nach Upgrades oder standardmäßig, beispielsweise in Darius – auch Sekundärwaffen verfügbar, beispielsweise gelenkte oder ungelenkte Raketen oder (in horizontal scrollenden Spielen) frei fallende Bomben. Diese Waffen werden separat von der Primärwaffe aufgerüstet und in vielen Spielen auch mit einem separaten Feuerknopf abgefeuert.

#### Smartbombs
Sogenannte Smartbombs stehen in vielen Shoot ’em ups als Sekundärbewaffnung dem Spieler zur Verfügung und haben eine verheerende Wirkung auf viele, wenn nicht sogar alle Gegner auf dem Bildschirm. Aus diesem Grund ist die verfügbare Anzahl meist streng begrenzt. Zusätzliche Smartbombs kann der Spieler meist als Upgrades erhalten. Einige Spiele honorieren den Nichteinsatz von Smartbombs am Ende eines Levels, wobei für jede nicht abgefeuerte, d. h. in der Bewaffnung verbliebene Smartbomb ein gewisser Punktebonus gutgeschrieben wird.
In Spielen wie Gun Frontier (Taito) oder Battle Garegga werden Smartbombs durch das Einsammeln von in den Leveln platzierter „Munition“ bereitgestellt. Einige Spiele, wie beispielsweise Raiden II, verfügen über verschiedene Typen von Smartbombs. In den meisten Spielen, in denen der Typus der Spielfigur wählbar ist, hat meist auch jede wählbare Spielfigur eine eigene Art von Smartbomb.

#### Gegner und Gegnerformationen
Üblicherweise treten die Gegner dem Spieler in vorgegebenen Formationen entgegen. Anhand erlernter Kenntnisse über die jeweilige Formation kann der Spieler damit abschätzen, an welcher Stelle der nächste Gegner der Formation auf dem Bildschirm erscheinen wird und wie das weitere Angriffsverhalten der Gegner aussehen wird. Eine Herausforderung besteht darin, alle Gegner einer Formation abzuschießen und sich unmittelbar danach der nächsten, typischerweise an einem ganz anderen Punkt des Bildschirms auftretenden Formation zu widmen.
Die Gegner, denen der Spieler im Laufe des Spiels entgegentreten muss, unterscheiden sich in vielfacher Hinsicht. Typischerweise sind kleinere Gegnertypen mit nur einem Treffer zu beseitigen und treten daher oft in großen Formationen an. Größere Gegnertypen dagegen erfordern oft zahlreiche Treffer und sind zu einer Anzahl an Angriffsmustern in der Lage, denen der Spieler sich stellen muss. Diese Gegner treten daher oftmals alleine oder nur in kleineren Gruppen auf. Weiter ist bei Gegnertypen zwischen beweglichen (Raumschiffe, Panzer, Monster etc.) und unbeweglichen, d. h. fest im vorbeiscrollenden Hintergrund verankerten Gegnern (bspw. Geschütztürme) zu unterscheiden.

#### Endgegner
Der Endgegner markiert zumeist das Ende eines Levels und zeichnet sich gegenüber den üblichen Gegnern durch sein wesentlich durchdachteres Agieren aus. Ein Endgegner führt mehrere verschiedene Angriffsbewegungen durch und ist normalerweise nur an einzelnen ausgewiesenen Stellen verwundbar, die der Spieler möglichst oft treffen muss. Oftmals machen Endgegner im Kampf mit dem Spieler auch mehrere Phasen durch, die jeweils durch die Zerstörung eines Teils des Endgegners gekennzeichnet sind. In jeder Phase führt der Endgegner charakteristische und unterschiedliche Manöver aus, die vom Spieler zum optimalen Abschluss des Levels erlernt werden müssen.
In gestalterischer Hinsicht wird das Duell mit dem Endgegner stets hervorgehoben. Oftmals wird die Ankunft des Endgegners schon im Voraus angekündigt, beispielsweise durch eingeblendete Warnhinweise wie in Darius oder DonPachi. Darüber hinaus findet der Kampf gegen den Endgegner fast immer an auch optisch herausgehobenen Stellen statt, die sich vom sonstigen Grafikstil des jeweiligen Levels deutlich unterscheiden.
Zusätzlich zum Endgegner treten in einigen Levels sogenannte Zwischengegner auf. In diesem Fall geht der Level nach dem Sieg über den Zwischengegner weiter. Sie sind im Vergleich mit Endgegnern wesentlich leichter zu besiegen; in einigen Fällen verschwinden die Zwischengegner sogar von selbst, wenn sie innerhalb einer gewissen Zeit nicht besiegt wurden.

#### Schussmuster
Als Schussmuster wird die nach geometrischen Formen erfolgende Ausbreitung von zahlreichen feindlichen Projektilen bezeichnet. Typische Beispiele sind die konzentrische Ausbreitung von Schüssen von einem Gegner weg oder abwechselndes Feuer in Richtungen, die durch einen vorgegebenen Winkel voneinander getrennt sind. Auch hier ist die durch die Wiederholung des Spiels erlernte Kenntnis von Schussmustern für den Spieler von Vorteil, um beispielsweise die entscheidende Lücke zum Ausweichen zu finden.
Üblich sind komplexe Schussmuster vor allem in Danmaku-Spielen. Abseits davon finden sie weniger starke Verbreitung und werden zumeist bei Endgegnern eingesetzt.

#### Punkte- und Bonussysteme
Die Berechnungen der Punktzahlen erfolgten anfangs noch durch einfache Multiplikation der Anzahl der abgeschossenen Gegner mit bestimmten Faktoren je nach Größe einzelner Gegner. Im Laufe der Zeit wurden jedoch verschiedene Verfahren entwickelt, um den Spielablauf fordernder zu gestalten.
Grundlegende Bonussysteme wurden dabei schon früh entwickelt. Beispielsweise wird in 1942 (1984) nach jedem Level eine Bilanz gezogen, welcher Prozentsatz der Gegner abgeschossen wurde. Besonders hohe Quoten (95–100 %) werden mit besonderen Boni belohnt. Üblich ist auch, das Abschießen einer kompletten Formation an Gegnern mit einem Punktebonus zu belohnen, wie es beispielsweise in Darius (1986) der Fall ist. Andere Systeme basieren auf dem Einsammeln von speziellen Objekten in den Leveln. So wurden zum Beispiel in Raiden (1990) in den Levels sammelbare Medaillen versteckt, welche am Ende des Levels ausgezählt und dem Punktekonto angerechnet wurden. In anderen Spielen wurden dagegen z. B. ein Bonus für einen schnellen Sieg über den Endgegner oder erlangbare Multiplikatoren für Punktzahlen vergeben. Einen großen Schritt bedeutete 1995 DonPachi, welches eine Art Combo-System für besiegte Gegner einführte: Es müssen möglichst viele Gegner mit nur sehr kurzen Unterbrechungen abgeschossen werden, um einen Bonus zu erlangen. In der Folgezeit wurden noch weitere ausgefallene Punktezählmethoden (sogenannte „Score-Systeme“) erdacht.
Aufgrund der zunehmenden Bedeutung des Score-Systems werden moderne Shooter in klassische lernorientierte Shoot ’em ups (auch „old school shooter“) und sogenannte Score-Shooter mit ausgefeilten Punktesystemen unterteilt.

#### Weitere Unterarten und Sonderformen

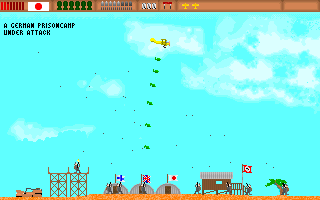
Triplane Turmoil

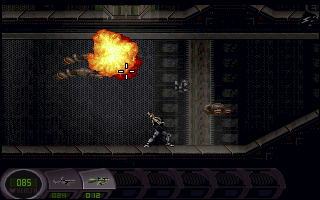
Abuse (Shoot 'n run)

Neben den üblichen Szenarien, die von Science-Fiction beeinflusste Konflikte mit allerlei Militärgerät zeigen, gibt es zahlreiche andere Shoot ’em ups. Die Übergänge zu anderen Genres sind fließend. Beispielsweise gibt es:
- Tube-Shooter (Röhrenshooter, wie Tempest)
- Shoot 'n run/Run and gun/Soldier Combat (Schießen und gleichzeitiges Rennen, wie Commando, Metal Slug)
- Rennspiele mit Schießmöglichkeit (2D, aber meist 3D; Beispiele: Spy Hunter, RoadBlasters, Blur (Computerspiel))
- Shoot With A Sight (Zielschießen mit sofortiger Reaktion, meist mit Lightgun)
- Shoot ’em ups (Westernstil)
- Rail Shooter
- Panzerduelle (wie Tank)
- Unterwasser-Shoot-’em-ups
- Rescue 'em up (Rettungsspiele meist mit Hubschraubern wie Choplifter)
- Danmaku bzw. Bullet hell

## Geschichte
Waren Ballerspiele anfangs nur mäßig anspruchsvoll, sind moderne Beispiele oft nervenzerreibende Konstruktionen aus komplizierten Formationen von gegnerischen Projektilen (sogenannten „Schussmustern“), die es zu analysieren gilt, und Wellen von Gegnern, die abgeschossen werden wollen.

### Multiscrolling 1960er
Die ersten Computerspiele wie Spacewar! (1962) waren multiscrollend, das bedeutet, man kann das Raumschiff in alle Richtungen steuern, quasi aus dem Bildschirm heraus (jedoch nicht in die Tiefe des Raumes). Ein weiteres Beispiel ist Asteroids.

### Fixed Shooter 1970er

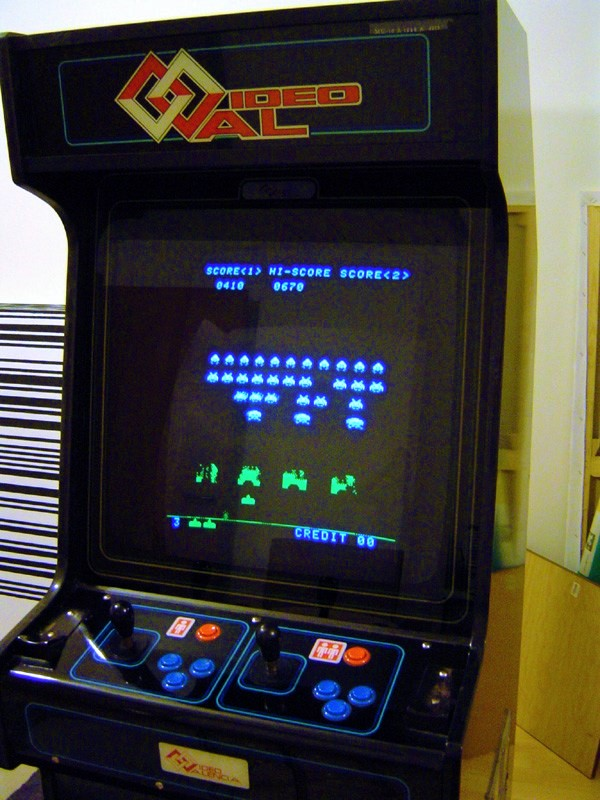
Spielautomat mit Space Invaders

Anfangs stand im Spiel das Schießen an vorderster Stelle. In den frühen Genrevertretern wie Galaga und Space Invaders gab es keinen Bildlauf, sondern bestenfalls vorbeiziehende Sternenfelder. Diese Einschränkungen waren technisch bedingt, denn die Hardware vermochte es nicht, besonders viele Sprites gleichzeitig zu bewegen. Die Entwickler konzentrierten sich also darauf, dem Spieler Welle um Welle neuer Gegner in den Weg zu stellen. Die Wege waren immer gleich oder zufällig generiert, sodass entweder die Reflexe oder die Lernfähigkeit des Spielers auf die Probe gestellt wurden. Dabei musste sich der Spieler Position und Erscheinen aller anfliegenden Gegner (insbesondere des Endgegners) zu Eigen machen, um reflexartig ohne nachzudenken oder schnell und flexibel auf überraschende Feinde reagieren zu können.
Dennoch war eines der wesentlichsten Elemente eines Shoot ’em ups schon vorhanden: Die Highscore-Liste, auf der sich besonders erfolgreiche Spieler mit ihren Initialen verewigen konnten. Der erreichte Punktestand ließ dabei direkte Rückschlüsse auf die Leistung des Spielers zu. Durch die anfangs öffentliche Aufstellung von Automaten waren Punktestände für alle Interessierten einsehbar und ermöglichten regelrechte Wettkämpfe zwischen Spielern.

### Entwicklung des Genres in der Spielhalle in den 1980er-Jahren
In den 80er-Jahren gab der technische Fortschritt die Entwicklung des Genres vor. Schon zu Anfang des Jahrzehnts war die Hardware dahingehend entwickelt, dass anstelle weniger simpler Pixelgrafiken aus wenigen Farben gleichzeitig eine Vielzahl verhältnismäßig komplexe Sprites auf den Bildschirm gebracht werden konnte. Nacheinander wurden dabei alle wesentlichen Innovationen erreicht, die das Genre bis heute geprägt haben.
Im Jahr 1981 führten Spiele wie Defender (Williams Electronics) und Scramble (Konami) das horizontale Scrolling ein. Parallax-Scrolling, bei dem sich verschiedene Komponenten des Hintergrundes unterschiedlich schnell bewegen und somit einen Eindruck räumlicher Tiefe erzeugen, wurde im Folgejahr 1982 bei Moon Patrol von Irem eingeführt. Auf die Spitze getrieben wurde die horizontale Darstellung von der Darius-Reihe (Taito, ab 1986), bei der das Spielgeschehen auf drei nebeneinander angeordneten Bildschirmen stattfand, was einem Seitenverhältnis von 12:3 entspricht. Charakteristisch für diese Serie ist weiter, dass der Spieler nach jedem abgeschlossenen Level den nächsten Abschnitt aus einer von zwei Möglichkeiten wählen muss und das Spiel somit mehrfach durchspielen muss, um jeden Level zu sehen.

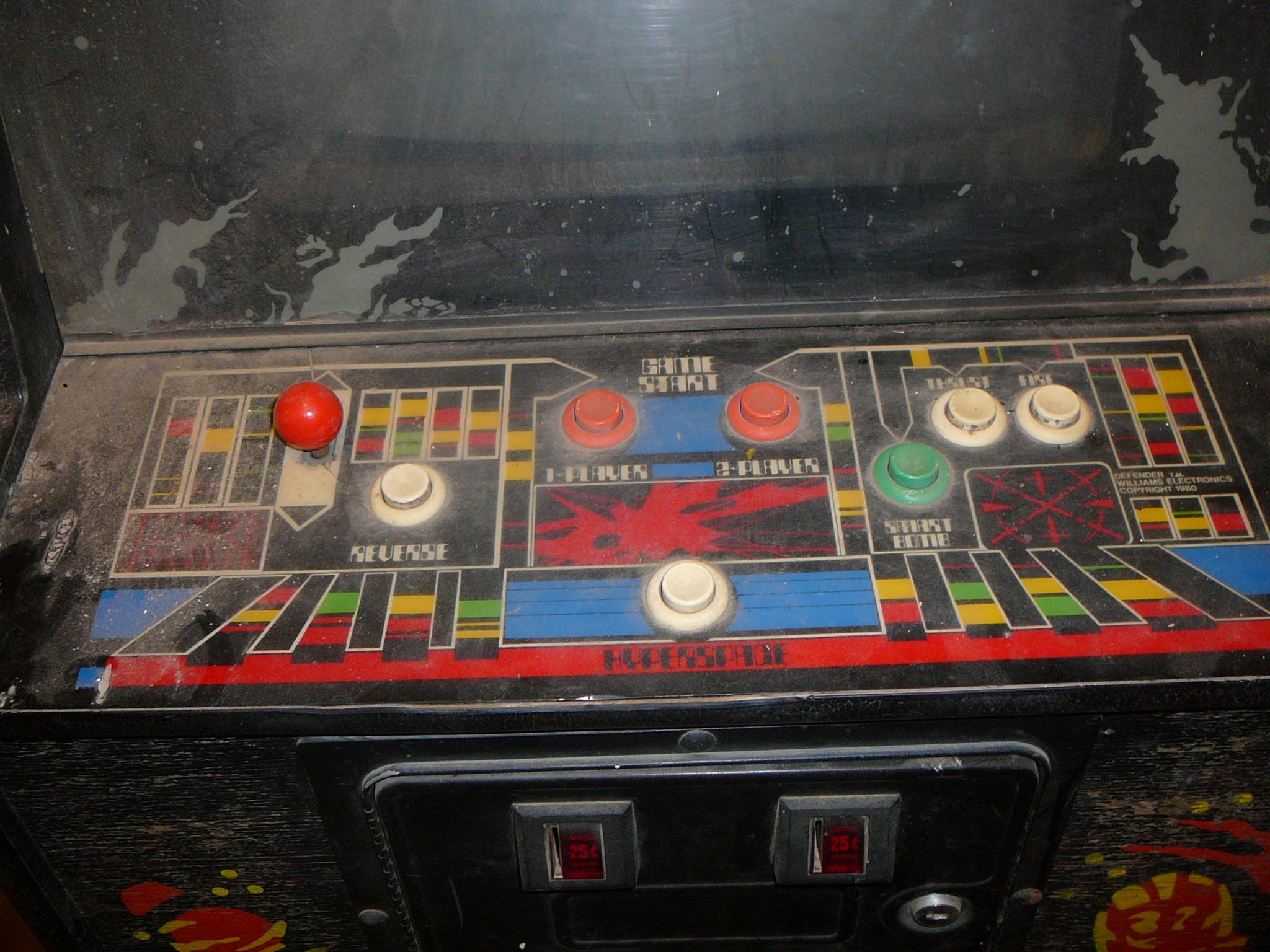
Bedienelemente des Defender-Automaten

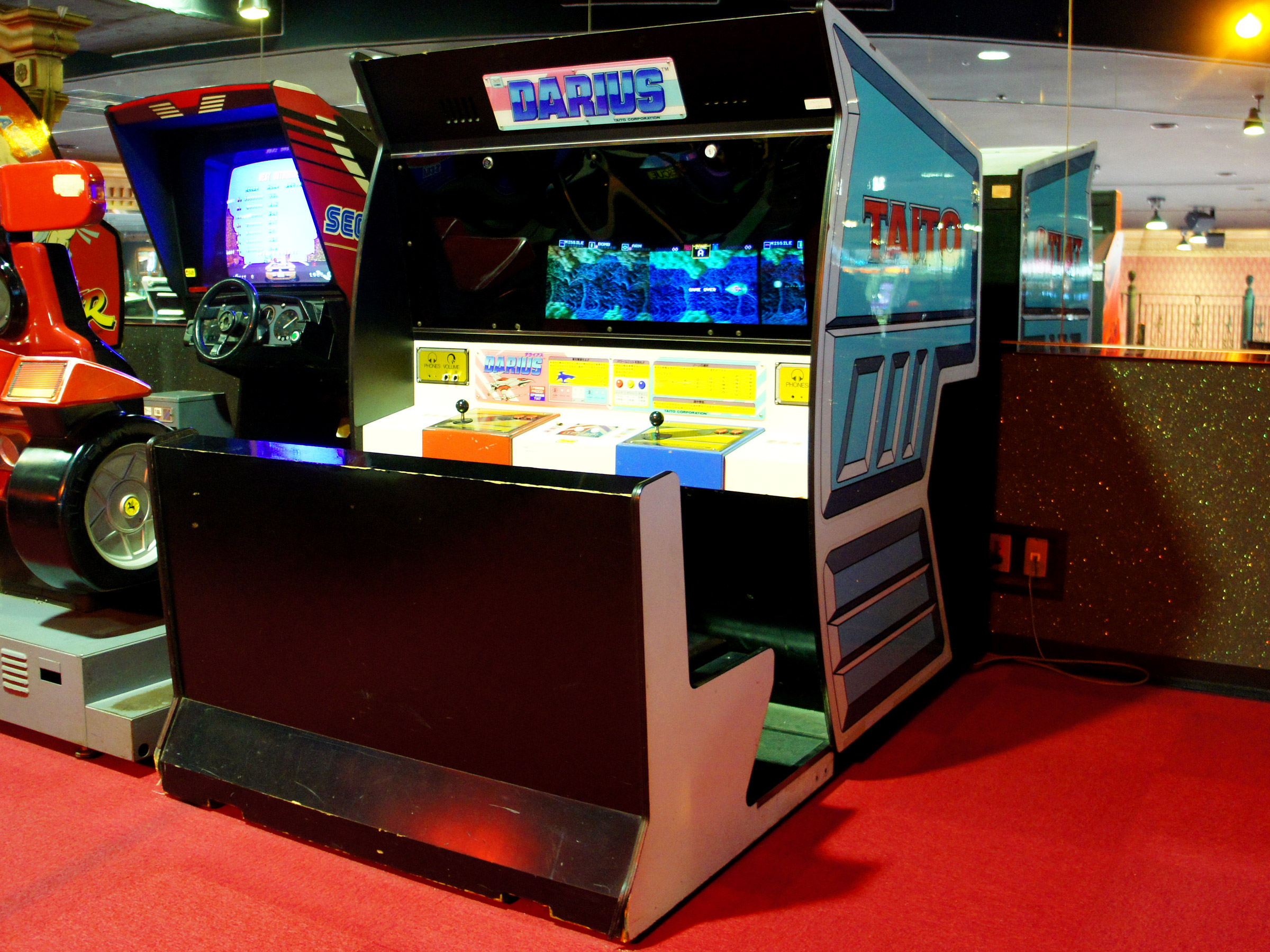
Darius-Spielautomat mit drei Bildschirmen

Bemerkenswert sind auch in dieser Zeit aufgekommene Spiele wie Time Pilot  (Konami, 1982) oder 1942 (Capcom, 1984), die bei der Darstellung der Flugobjekte anstelle von Weltraum-Szenarien gestalterische Elemente aus historischen Epochen wie z. B. dem Zweiten Weltkrieg einsetzen und mit Science-Fiction-Komponenten versehen.
Das ebenfalls horizontal scrollende Gradius führte 1985 ein viel beachtetes Upgrade-System ein: Der Spieler sammelt Power-ups ein, die eine am unteren Bildschirmrand befindliche Leiste auffüllen. Jede Stufe der Leiste steht dabei für eine besondere Art von Aufrüstung, so sind beispielsweise höhere Geschwindigkeiten des eigenen Raumschiffs (Speed-up), Raketen als Sekundärbewaffnung oder das Spielerraumschiff begleitende Drohnen, sogenannte Options, möglich. Die Spielserie wird bis heute (2011) weitergeführt und hat dieses Upgrade-System dabei ständig beibehalten. Adaptionen dieses Systems finden sich beispielsweise in den Vertikalscrollern Slap Fight (Toaplan, 1986) und Star Monkey (Small Rockets, 2001, für PC).
Als weiterer Meilenstein in der Entwicklung des Genres gilt R-Type (Irem, 1987), das vor allem durch seine detaillierte, stilistisch ins Surreale gehende Grafik und ein durchdachtes Leveldesign überzeugen konnte. Spielerisch brachte R-Type Neuerungen beim Einsatz von Options. Ein solches Objekt begleitete den Spieler dabei fortwährend und konnte wahlweise auch an das Spielerraumschiff angekoppelt werden, um dort als zusätzlicher Schild zu dienen. Weiter führte R-Type die Möglichkeit ein, den Feuerknopf gedrückt zu halten und die Primärwaffe damit für einen stärkeren Schuss aufzuladen. Auch andere Spiele dieser Zeit warteten mit innovativen Konzepten auf; so konnte z. B. in der Thunder-Force-Reihe von Technosoft der Spieler während des Spiels die Waffen wechseln und das Raumschiff in verschiedenen Geschwindigkeitsstufen fliegen lassen. Ähnlich war z. B. in Hellfire (1989) von Toaplan die Auswahl verschiedener Feuermodi möglich.
In die 80er-Jahre fallen auch einige Versuche, dem Genre eine 3D-Komponente zu geben. Pionier war dabei das 1982 veröffentlichte Spiel Zaxxon von Sega, bei dem der Spieler aus einer isometrischen Perspektive auf das Geschehen blickte und stets die Flughöhe seines Raumschiffs beachten musste, um beispielsweise Hindernissen auszuweichen. Sega entwickelte später noch weitere Spiele, die das Shoot-’em-up-Spielprinzip und aus zur Illusion räumlicher Tiefe skalierten Bitmaps bestehende Pseudo-3D-Grafik kombinierten. Die prominentesten Beispiele hierfür sind die Spiele der After-Burner-Reihe (ab 1987), Galaxy Force (1990) und Thunder Blade (1988). Abseits davon existieren noch weitere Spiele, in denen sich der Spieler und die Gegner auf verschiedenen Ebenen befinden und nicht kollidieren können, vom Spieler aber mit speziellen Waffen beschossen werden müssen. Hierfür ist besonders das Spiel Xevious (1982) von Namco zu nennen, bei dem der Spieler Bodenziele mit einem Fadenkreuz anvisieren muss. 1993 nahm Taito diese Idee in RayForce (auch als Gunlock oder Layer Section veröffentlicht) auf und entwickelte sie weiter: Der Spieler schaltet nun mit dem Fadenkreuz bis zu acht Ziele auf, die auf Tastendruck mit einer zielsuchenden Sekundärwaffe beschossen werden. Mit jedem Treffer wird dabei die erzielte Punktzahl verdoppelt, was ein Anreiz sein soll, mehr Ziele mit dem Fadenkreuz und der Sekundärwaffe zu bekämpfen.

### Errungenschaften der 1990er-Jahre bis heute
In den 1990er-Jahren wurde die Technik nochmals ausgefeilter. Dies ermöglichte insbesondere eine nochmals größere Anzahl an bewegten Sprites auf dem Bildschirm, was in den frühen 1990er-Jahren den Weg zum heute verbreiteten Danmaku- bzw. Bullet-Hell-Genre bereitete. Vorreiter dieses Untergenres waren insbesondere die Spiele von Toaplan wie zum Beispiel das 1992 veröffentlichte Truxton II (in Japan als Tatsujin O bekannt), Summer Carnival ’92: Recca und Batsugun (1993). Aus finanziellen Gründen schloss das Entwicklerstudio aber 1994, allerdings gründeten die Entwickler neue Entwicklungsstudios wie CAVE oder Raizing. Diese Firmen sollten in den kommenden Jahren weitere neuartige Shoot-’em-up-Spiele veröffentlichen. Neben den spielerischen Neuerungen kam der technische Fortschritt auch optisch ausgefalleneren Spielen zugute. In dieser Hinsicht tat sich beispielsweise der Entwickler Psikyo hervor, der seine Reihe Sengoku Ace optisch an japanische Mythologie anlehnte und in Gunbird ein Anime-Szenario zeichnete. Ein weiterer optischer Höhepunkt war das 1993 veröffentlichte In The Hunt von Irem, das auf aufwändige Comicgrafik setzte. Allerdings schloss auch dieses Entwicklungsstudio im Folgejahr seine Pforten. Die Entwickler von In The Hunt führten den optischen Stil daraufhin bei SNK Playmore in der bis heute erfolgreichen Reihe Metal Slug weiter.
Maßstäbe setzte CAVE 1995 mit DonPachi, das als erstes Danmaku-Spiel gezählt werden kann. Kennzeichnend war das Punktesystem, bei dem Abschüsse innerhalb eines bestimmten Zeitintervalls zu einer Combo zusammengezählt und mit Boni honoriert wurden. Diese Errungenschaft, zusammen mit der Tendenz zu ausgefeilten geometrischen Mustern der gegnerischen Spielfiguren und ihrer Projektile, prägte die Entwicklung des Genres nachhaltig. Ein weiteres einflussreiches Spiel war Radiant Silvergun (1998) von Treasure, dessen Leveldesign eine sehr spezielle Auswahl der Waffen erforderte. Daneben konnte als weiterer Toaplan-Nachfolger Raizing mit Battle Garegga (1996) Maßstäbe setzen. Hierbei ist erneut der Umgang mit Options bemerkenswert, die vom Spieler auf verschiedenen Positionen fixiert werden können. In spielerischer Hinsicht zeichnete sich Battle Garegga daneben vor allem durch sein Ranking-System aus, das den Schwierigkeitsgrad abhängig von den Erfolgen des Spielers regulierte und daher unkonventionelles Vorgehen erforderlich machte – so war der Spieler teils gezwungen, „Selbstmord“ zu begehen und Smartbombs zu verbrauchen, um das Spiel nicht zu schwierig werden zu lassen.
3D-Grafik hat sich im Shoot-’em-up-Genre anders als bei den meisten Spielegenres kaum durchgesetzt. Nennenswerte Ausnahmen der 1990er-Jahre waren die Fortsetzungen RayStorm und G.Darius (beide Taito, 1997) sowie Thunder Force V (Technosoft, 1997). Trotz 3D-Effekten bleibt jedoch in allen drei Spielen das grundsätzliche Spielprinzip zweidimensional. Größere Entwickler wie z. B. Seibu Kaihatsu oder SNK produzierten hingegen noch bis weit ins 21. Jahrhundert hinein Spiele in Spritegrafik, wenngleich die Sprites nunmehr überwiegend anhand von vorgerenderten Modellen erstellt wurden.

### Aktuelle Situation
In Beispielen wie ESP.Ra.De oder DoDonPachi von CAVE, oder Dragon Blaze von Psikyo ist das Gegner-Abschießen zur Nebensache geworden. Zwar rüstet man sein Schiff oder sein Reittier immer noch mit immer besseren Waffen und stärkeren Laserstrahlen aus, das Wichtigste ist aber das Ausweichen. Nicht selten findet man in so einem Spiel mehrere hundert gegnerische Projektile gleichzeitig auf einem Schirm, die sich nach geometrischen Mustern bewegen. Dieses Muster zu erkennen und sein Schiff in Sicherheit zu bringen, ist der eigentliche Reiz des Spiels. Je weiter man in die zunehmend schwieriger werdenden Levels dringt, desto mehr Konzentration wird verlangt.
Zuallerletzt locken neuere Spiele auch mit Innovationen in der Spielmechanik. So bringt tumbes Drauflosballern keine großen Punktzahlen. Beim schon erwähnten DonPachi müssen möglichst viele Gegner unterbrechungsfrei hintereinander abgeschossen werden, in ESP.Ra.De dominiert ein kompliziertes Combo-System, das mit dem Zusammenspiel der zwei verschiedenen Bewaffnungen des Spielers operiert. Bei Ikaruga wiederum gibt es sowohl weiße als auch schwarze Projektile – das eigene Schiff kann seine Farbe jederzeit zwischen Schwarz und Weiß ändern und wird damit immun gegen Projektile der jeweiligen Farbe. Auch ändert sich die Farbe der eigenen Kugeln, und weiße Gegner sind empfindlicher auf schwarze Schüsse, schwarze Gegner dagegen auf weiße. Das klingt nicht nur kompliziert, sondern ist es wirklich, und fordert vom Spieler auch noch das letzte Quäntchen Geschick und Konzentration.
Aktuell sind Ballerspiele in Europa beinahe komplett ausgestorben, was auch im Zusammenhang mit dem massiven Rückgang an Spielhallen und der seit 1995 immer stärker werdenden Heimkonsolen-Hardware steht. In Japan erfreut sich das Genre allerdings noch immer großer Beliebtheit. Hersteller wie Psikyo, CAVE und Treasure finden immer wieder Wege um Innovationen einzubringen. So glänzt z. B. Guwange durch eine außerordentlich stilvolle Aufmachung, während in anderen Spielen neue Combo-Systeme zum Einsatz kommen.

### Entwicklungen am PC und Heimcomputer

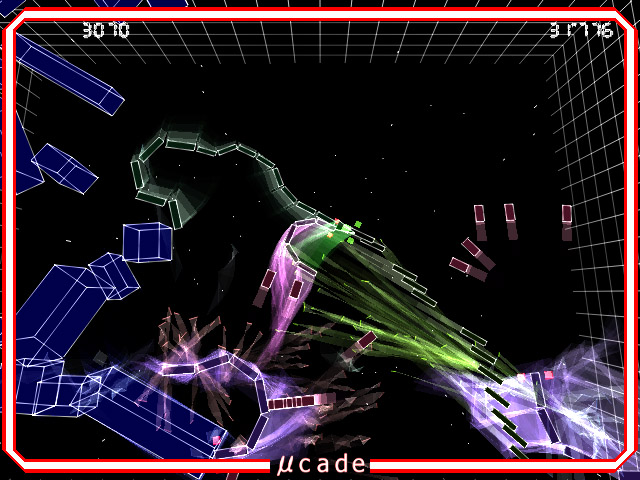
Mu-cade, ein Freeware-Shoot-’em-up

Aufgrund ihrer Einfachheit in der Umsetzung zählten Shoot ’em ups in den 80er-Jahren zu den gebräuchlichsten Spielen auf Heimcomputern. Verhältnismäßig simple Spiele wie River Raid oder Katakis setzten in jederlei Hinsicht Maßstäbe; so erlangte ersteres als erstes von der BPjS indiziertes Videospiel Berühmtheit. Das Genre war derart beliebt, dass für C64, Atari ST und Amiga gar ein eigener Editor für solcherlei Spiele existierte, das sogenannte Shoot-’Em-Up Construction Kit. Als Höhepunkt der Entwicklung gilt das 1989 veröffentlichte Xenon 2 Megablast der Bitmap Brothers.
Technische Entwicklungen, die vor allem inhaltlich komplexere Spiele ermöglichten, führten allerdings in den 90er-Jahren, in der Frühzeit des Internets, zu einem deutlichen Rückgang des Genres. Man konnte die Spiele (darunter z. B. Tyrian 2000) an einer Hand abzählen. Bekanntheit erlangten allerdings absurd gestaltete Spiele wie The Last Eichhof oder Shareware-Produkte, wie beispielsweise Raptor von Apogee Software.
Mit dem Aufkommen des Internets, höherer CPU- und Grafikleistung, kehrte das Genre jedoch langsam über die Shareware und den Onlinevertrieb wieder. Insbesondere auch in Japan mit den sogenannten Doujin-Games die von Freeware z. B. Genetos und Warning Forever bis hin auch wieder zu kommerziellen Produkten einen weiten Bereich abdecken.
Für Personal Computer stellen aktuelle Spiele wie Jets’N’Guns Gold nebst ca. 67 Minuten Musik mit Retromixes, DoveZ von Intergenies, Scavenger von Pi Eye Games oder Guardian von Superluminal, Inc. (ein Defender-Klon) und Starscape (ein Asteroids-Klon) von Moonpod zeitgemäße Shoot ’em ups dar. Speziell im Low-Cost-Shareware-Bereich lebt das Genre weiter.